# Quasimodo
Quasimodo, glavni lik romana Zvonar crkve Notre-Dame (1831.) francuskog pisca Victora Hugoa. Jedan od poznatijih likova svjetske književnosti, simbol hrabrog srca koje se nalazi iza ružne vanjštine. Inspirirao je brojne ekranizacije, animirane filmove i glumačke izvedbe.
Quasimodo je rođen s velikom grbom na leđima i izraslinom koja mu prekriva lijevo oko. Sugrađani ga se boje i prema njemu se odnose kao prema čudovištu. Živi nesretnim životom, a jedino utočište pronaći će u neuzvraćenoj ljubavi. Događaji se zbivaju u 15. stoljeću. Quasimodo je kao novorođenče napušten od roditelja i ostavljen u Parizu pred crkvom Notre-Dame. Tu ga nalazi arhiđakon Notre-Damea Claude Frollo, daje mu ime i odgaja ga kao zvonara. Radeći posao zvonara Quasimodo je i oglušio. Zaokupljen je poslom, privržen Frollu i dobrog srca. Jednog dana Frollo mu naređuje da otme lijepu Esmeraldu, za kojom arhiđakon žudi unatoč zabranama i crkvenim pravilima. Quasimodo biva uhvaćen i bičevan. Dok izdržava kaznu na stupu srama, dobrodušna Esmeralda mu donosi vode te se Quasimodo zaljubljuje u nju. Međutim, ljubav je neuzvraćena i tragično završava.